# Naked Truth (Sarah-Hudson-Album)
Naked Truth ist das Debütalbum der amerikanischen Sängerin Sarah Hudson, welches am 7. September 2005 unter dem Plattenlabel EMI Records/S-Curve veröffentlicht wurde.

## Hintergrund
Nachdem Hudson 2004 ihr erstes Erscheinen in der Öffentlichkeit bei der Fernsehsendung PBS-Frontline gehabt hatte, dauerte es eine Weile, bis das Album im Herbst 2005 fertiggestellt war. Unter anderem waren Desmond Child und Billy Mann am Album beteiligt. Auch Steven Tyler von Aerosmith steuerte Hintergrundgesang bei. Titel Nummer 6, Unlove You, wurde von Ashley Tisdale gecovert und 2007 auf ihrem Debütalbum Headstrong veröffentlicht.

## Rezeption
Stephen Thomas Erlewine von Allmusic schrieb, man habe Hudson auf dem Album nicht den nötigen Raum gegeben, sie selbst zu sein, ohne Rücksicht auf die Charts. Er vergab 2,5 von fünf Sternen.

## Titelliste
1. „Naked Truth“ (Sarah Hudson, B. E. Mann) – 3:26
2. „Girl on the Verge“ (E. Bazilian, D. Child, S. Hudson) – 3:14
3. „Strange“ (D. Grakal, S. Hudson, B. Thiele) – 3:27
4. „I Know“ (S. Balsamo, Grakal, S. Hudson, Mark Hudson) – 4:08
5. „Little“ (Bazilian, Grakal, S. Hudson) – 3:37
6. „Unlove You“ (S. Hudson, S. Peiken, G. Roche) – 3:23
7. „Gandhi“ (G. Burr, S. Hudson, Mann, V. Shaw) – 3:35
8. „Call It My Life“ (P. Amato, Grakal, S. Hudson, C. Rumbley) – 3:17
9. „Sentimental Saturday“ (G. Erez, S. Hudson, E. Swinford) – 4:26
10. „Fake Rain“ (R. Cantor, Child, S. Hudson, J. Marr) – 4:18
11. „Bad Habit“ (S. Hudson, Peiken, Roche) – 3:12

## Mitwirkende
- Sarah Hudson – Gesang, Hintergrundgesang
- John R. Angier – Piano
- Eric Bazilian – Gitarre
- Cindy Blackman – Schlagzeug
- Gordon Brown – Gitarre
- Desmond Child – Hintergrundgesang
- Jack Daley – Bass
- Doug Emery – Keyboard
- Jimmy Farkas – Synthesizer, Gitarre, Wurlitzer
- Steve Greenwell – Bass, Keyboard
- Mark Hudson – Gitarre
- Storm Lee – Hintergrundgesang
- Jon Leidersdorff – Schlagzeug
- Lee Levin – Schlagzeug
- Mike Mangini – Keyboard
- Billy Mann – Acoustic-Gitarre, Slide-Gitarre
- Jodi Marr – Hintergrundgesang
- Rob Mueller – Gitarre
- Shelly Peiken – Hintergrundgesang
- Paul Pimsler – E-Gitarre
- Christopher Rojas – Keyboard Programmierung, Schlagzeug Programmierung
- Steven Tyler – Hintergrundgesang
- Dan Warner – Gitarre
- Steve Wolf – Schlagzeug

## Produktion
- Produzenten: Randy Cantor, Desmond Child, Mike Mangini, Billy Mann, Jodi Marr, Guy Roche
- Ausführender Produzent: Joanna Ifrah
- Toningenieure: Carlos Alvarez, Dushyant Bhakta, Conrad Golding, Jules Gondar, Steve Greenwell, Greg Landon, Craig Lozowick, Nathan Malki, Marcelo Marulanda
- Mixing: Carlos Alvarez, Steve Greenwell, Chris Lord-Alge
- Mixing Assistent: Dim e
- Mastering: Ted Jensen
- Programmierung: Doug Emery, Steve Greenwell, Mike Mangini, Billy Mann, Christopher Rojas, Pete Wallace
- Schlagzeug Programmierung: Lee Levin
- Produktionskoordinator: Brian Coleman
- Bearbeiter: Billy Mann, Christopher Rojas, Pete Wallace
- Illustration: Rick Cortes
- Fotografie: Sheryl Nields